# Jorgos Kostikos
Jorgos Kostikos grec. Γιώργος Κωστίκος (ur. 26 kwietnia 1958) – były grecki piłkarz.
Kostikos podczas kariery występował w Pierikosie (1976–1978), PAOK-u Saloniki (1978–1986) oraz Olympiakosie Pireus (1986–1988) oraz Diagoras Rodos, gdzie zakończył piłkarską karierę w 1989 roku. Z PAOK-iem w 1985 oraz Olympiakosem w 1987 zdobył mistrzostwo Grecji.
W reprezentacji Grecji w latach 1977–1984 wystąpił 35 razy, strzelając 3 bramki.
W 1980 roku uczestniczył z Grecją w Mistrzostwach Europy.